# Oligoryzomys destructor
Oligoryzomys destructor és una espècie de mamífer rosegador de la família dels cricètids. Viu a altituds d'entre 600 i 3.350 msnm a l'Argentina, Bolívia, Colòmbia, l'Equador i el Perú. Es tracta d'una espècie comuna. Els seus hàbitats naturals són els boscos de diferents tipus i les zones properes als páramos. Es creu que no hi ha cap amenaça significativa per a la supervivència d'aquesta espècie, tot i que està afectada per la desforestació i la destrucció del seu medi.